# Liatorp
Liatorp è un'area urbana della Svezia situata nel comune di Älmhult, contea di Kronoberg.
La popolazione risultante dal censimento 2010 era di 555 abitanti .